# Johan Granath
Karl Johan Granath, né le 4 mars 1950 à Köping, est un patineur de vitesse suédois. Pendant sa carrière, il a remporté 12 titres nationaux, 1 titre mondial en 1976 et a participé à 3 Jeux olympiques (1972-76-80).